# دنیای شگفت‌انگیز گامبال
دنیای شگفت‌انگیز گامبال (به انگلیسی: The Amazing World of Gumball) که به اختصار گامبال نامیده می‌شود، یک مجموعه تلویزیونی کمدی فانتزی بریتانیایی-آمریکایی است که توسط بن بوکلت برای شبکه کارتون نت‌ورک ساخته شده. این سریال که عمدتاً توسط استودیو کارتون نت‌ورک اروپا تولید شده، برای اولین بار در تاریخ ۳ مه ۲۰۱۱ پخش شد. این سریال زندگی گامبال واترسون که یک گربه آبی رنگ ۱۲ ساله و برادر خوانده‌اش، داروین واترسون که یک ماهی قرمز است را در دنیایی عجیب و غریب روایت می‌کند.

## شخصیت‌ها
| صداپیشه                 | شخصیت                        | دنیای شگفت‌انگیز گامبال | دنیای شگفت‌انگیز گامبال | دنیای شگفت‌انگیز گامبال | دنیای شگفت‌انگیز گامبال | دنیای شگفت‌انگیز گامبال | دنیای شگفت‌انگیز گامبال | دنیای شگفت‌انگیز گامبال |
| صداپیشه                 | شخصیت                        | ۱                      | ۲                      | ۳                      | ۴                      | ۵                      | ۶                      | ویژه‌ها                 |
| ----------------------- | ---------------------------- | ---------------------- | ---------------------- | ---------------------- | ---------------------- | ---------------------- | ---------------------- | ---------------------- |
| لوگان گرو               | گامبال واترسون               | اصلی                   | اصلی                   | اصلی                   | Does not appear        | Does not appear        | Does not appear        | Does not appear        |
| نیکول هاپکینز           | گامبال واترسون               | Does not appear        | Does not appear        | اصلی                   | اصلی                   | اصلی                   | Does not appear        | Does not appear        |
| نیکولاس کانتو           | گامبال واترسون               | Does not appear        | Does not appear        | Does not appear        | Does not appear        | اصلی                   | اصلی                   | Does not appear        |
| دوک کوتلر               | گامبال واترسون               | Does not appear        | Does not appear        | Does not appear        | Does not appear        | Does not appear        | Does not appear        | اصلی                   |
| کواسی بواکیه            | داروین واترسون               | اصلی                   | اصلی                   | اصلی                   | Does not appear        | Does not appear        | Does not appear        | Does not appear        |
| ترول رانسوم جونیور      | داروین واترسون               | Does not appear        | Does not appear        | اصلی                   | اصلی                   | اصلی                   | Does not appear        | Does not appear        |
| دونیل تی. هانسلی جونیور | داروین واترسون               | Does not appear        | Does not appear        | Does not appear        | Does not appear        | اصلی                   | اصلی                   | Does not appear        |
| کریستین جی. سیمون       | داروین واترسون               | Does not appear        | Does not appear        | Does not appear        | Does not appear        | Does not appear        | اصلی                   | اصلی                   |
| کیلا رائه کوالوسکی      | آناییس واترسون               | اصلی                   | اصلی                   | اصلی                   | اصلی                   | اصلی                   | اصلی                   | اصلی                   |
| ترزا گالاگر             | نیکول واترسون (قبلاً سنیکورت) | اصلی                   | اصلی                   | اصلی                   | اصلی                   | اصلی                   | اصلی                   | اصلی                   |
| دن راسل                 | ریچارد واترسون               | اصلی                   | اصلی                   | اصلی                   | اصلی                   | اصلی                   | اصلی                   | اصلی                   |

## قسمت‌ها
| فصل            | قسمت‌ها   | قسمت‌ها   | تاریخ اصلی روی آنتن رفتن | تاریخ اصلی روی آنتن رفتن |
| فصل            | قسمت‌ها   | قسمت‌ها   | اولین بار                | آخرین بار                |
| -------------- | -------- | -------- | ------------------------ | ------------------------ |
| سربرنامه       | سربرنامه | سربرنامه | ۹ مه ۲۰۰۸                | ۹ مه ۲۰۰۸                |
| ۱              | ۳۶       | ۳۶       | ۳ مه ۲۰۱۱                | ۱۳ مارس ۲۰۱۲             |
| ۲              | ۴۰       | ۴۰       | ۷ اوت ۲۰۱۲               | ۳ دسامبر ۲۰۱۳            |
| ۳              | ۴۰       | ۴۰       | ۵ ژوئن ۲۰۱۴              | ۶ اوت ۲۰۱۵               |
| ۴              | ۴۰       | ۴۰       | ۷ ژوئیه ۲۰۱۵             | ۲۷ اکتبر ۲۰۱۶            |
| ۵              | ۴۰       | ۴۰       | ۱ سپتامبر ۲۰۱۶           | ۱۰ نوامبر ۲۰۱۷           |
| ۶              | ۴۴       | ۴۴       | ۵ ژانویه ۲۰۱۸            | ۲۴ ژوئن ۲۰۱۹             |
| سالنامهٔ داروین | ۶        | ۶        | ۱۴ دسامبر ۲۰۱۹           | ۲۸ دسامبر ۲۰۱۹           |
| تاریخچه گامبال | ۸        | ۸        | ۵ اکتبر ۲۰۲۰             | ۲۰ ژوئن ۲۰۲۱             |